# Region karpacki
Region karpacki (5) – megaregion fizycznogeograficzny Europy Środkowej. Obejmuje górskie i podgórskie struktury fałdowe powstałe w orogenezie alpejskiej, leżące na wschód od Alp i na północ od Półwyspu Bałkańskiego. W jego skład poza właściwymi Karpatami wchodzi pierścień obniżeń otaczających je od zewnątrz (Podkarpacie i Równiny Południoworumuńskie) oraz zespół obniżeń leżących wewnątrz łańcucha karpackiego (Kotlina Panońska wraz z kotlinami Wiedeńską i Tullneńską). 
Powierzchnia regionu karpackiego wynosi 555 tys. km², w tym: 
- obniżenia zewnętrzne - 174 tys. km²
- właściwe Karpaty - 209 tys. km²
- obniżenia wewnętrzne - 172 tys. km²

Regiony fizycznogeograficzne megaregionu karpackiego: 
- 51 Karpaty Zachodnie
  - 511 Podkarpacie Zachodnie
  - 512 Podkarpacie Północne
  - 513 Zewnętrzne Karpaty Zachodnie
  - 514 Centralne Karpaty Zachodnie
  - 515-517 Wewnętrzne Karpaty Zachodnie
- 52 Karpaty Wschodnie
  - 521 Podkarpacie Wschodnie
  - 522, 524-526 Zewnętrzne Karpaty Wschodnie
  - 522 Beskidy Wschodnie
  - 524-525 Karpaty Mołdawsko-Munteńskie
  - 526 Subkarpaty Wschodnie
  - 523 Wewnętrzne Karpaty Wschodnie
- 53 Karpaty Południowe
  - 531 Właściwe Karpaty Południowe
  - 532 Subkarpaty Południowe
  - 533 Góry Banackie
- 54 Góry Zachodniorumuńskie i Wyżyna Transylwańska
  - 541 Wyżyna Transylwańska
  - 542 Góry Zachodniorumuńskie
- 55 Kotlina Panońska
  - 551 Kotlina Zachodniopanońska
  - 552 Średniogórze Zadunajskie
  - 553 Wysoczyzny Zadunajskie
  - 554-555 Wielka Nizina Węgierska
- 56 Równiny Południoworumuńskie
  - 561 Nizina Wołoska
  - 562 Dobrudża
  - 563 Delta Dunaju